# 685 Hermia
685 Hermia
685 Hermia là một tiểu hành tinh ở vành đai chính, thuộc nhóm tiểu hành tinh Flora. Nó được xếp loại tiểu hành tinh kiểu SNó có đường kính khoảng 11 km và suất phản chiếu ánh sáng là 0.281 .
Tiểu hành tinh này do Wilhelm Lorenz phát hiện ngày 12.8.1909 ở Heidelberg và có lẽ được đặt theo tên nhân vật trong vở A Midsummer Night's Dream của Shakespeare, cũng có thể do gợi ý từ 2 chữ HE (HErmia) trong tên tạm của nó